# Paco de Lucía (metropolitana di Madrid)
Paco de Lucía è una stazione della Metropolitana di Madrid, capolinea della linea 9.
Si trova tra calle Costa Brava e calle Monasterio de El Pilar, nel quartiere Mirasierra del distretto Fuencarral-El Pardo di Madrid, sotto alla stazione di Paco de Lucía che darà servizio alle linee C3, C7 e C8 delle Cercanías di Madrid.
La stazione si sarebbe dovuta chiamare Costa Brava per la vicinanza all'omonima strada ma, a seguito della scomparsa del compositore Paco de Lucía il 25 febbraio 2014, il governo regionale decise di omaggiare l'artista dedicandogli la stazione. L'interno della stazione è decorato da un murale di arte urbana realizzato dagli artisti Okuda e Rosh333; le pareti sono rivestite di vitrex arancione.

## Storia
La stazione è stata inaugurata il 25 marzo 2015 come nuovo capolinea della linea 9. Adif sta costruendo, sopra la stazione della metropolitana, una fermata ferroviaria che servirà le linee C-3, C-7 e C-8 delle Cercanías di Madrid e che sarà inaugurata prevedibilmente nel novembre 2015. Con questo ampliamento, la linea 9 è diventata la seconda linea più lunga dell'intera rete, dopo linea 12, potendo contare su 29 stazioni distribuite su 39,5 km.

## Accessi
Vestibolo Costa Brava
- Costa Brava Calle Costa Brava, 18
- Ascensor Calle Costa Brava, 18